# جاده ۷۱ (ایران)
جاده ۷۱، یکی از مهمترین جاده های ترانزیتی در ایران است که تهران را به خلیج فارس پیوند می‌دهد.